# Municipio de Como (Minnesota)
El municipio de Como (en inglés: Como Township) es un municipio ubicado en el condado de Marshall en el estado estadounidense de Minnesota. En el año 2010 tenía una población de 39 habitantes y una densidad poblacional de 0,41 personas por km².

## Geografía
El municipio de Como se encuentra ubicado en las coordenadas 48°30′1″N 96°3′34″O / 48.50028, -96.05944. Según la Oficina del Censo de los Estados Unidos, el municipio tiene una superficie total de 94.06 km², de la cual 94,06 km² corresponden a tierra firme y (0 %) 0 km² es agua.

## Demografía
Según el censo de 2010, había 39 personas residiendo en el municipio de Como. La densidad de población era de 0,41 hab./km². De los 39 habitantes, el municipio de Como estaba compuesto por el 100 % blancos. Del total de la población el 0 % eran hispanos o latinos de cualquier raza.